# Ballada o dwóch siostrach
Ballada o dwóch siostrach – wiersz Konstantego Ildefonsa Gałczyńskiego.
Wiersz pochodzi z poematu Kolczyki Izoldy z 1946 roku.
Tytułowe dwie siostry to personifikacja nocy i śmierci. 
Według podmiotu lirycznego obydwie są fascynujące, jednak to śmierć bardziej intryguje. Podaje ona zacniejszy trunek. Ma także dużo piękniejsze kolczyki, co jest nawiązaniem do tytułu całego poematu.
Tekst wiersza został wykorzystany przez Stana Borysa, który zaśpiewał go do muzyki skomponowanej przez Adama Sławińskiego. Piosenka ukazała się na płycie Krzyczę przez sen (1970).
Innym artystą, który skomponował muzykę do wiersza, był Stanisław Staszewski, który również sam wykonywał ten utwór. Znalazł się on na płycie Staszek (2013), zawierającej zachowane nagrania z lat 1966–1973. Piosenka ta, w wykonaniu Kazika Staszewskiego, znalazła się na płycie Tata 2 zespołu Kult.
Utwór zaśpiewany do muzyki Staszewskiego ukazał się także na płycie Konstanty Ildefons Gałczyński zaśpiewany (2015), wykonawczynią jest Małgorzata Abramowicz. Wiersz do tej muzyki zaśpiewała również Joanna Wąż podczas 23 koncertu Studia Piosenki Teatru Polskiego Radia pt. Zielona gęś z piosenkami do wierszy Gałczyńskiego. 